# 십현담요해 (충청북도 유형문화재 제362호)
십현담요해(十玄談要解)는 충청북도 충주시 가금면 충주박물관이 소장하고 있는 조선시대의 불교 해설서이다. 2015년 6월 5일 충청북도의 유형문화재 제362호로 지정되었다.

## 개요
《십현담요해》는 불교 해설서로 중국 당나라의 상찰(常察, ?～961)이 선종인 조동종(曹洞宗)의 가풍과 수행자의 실천 지침 등을 칠언율시 형식으로 노래한 10수의 게송(偈頌)을 정리한 십현담을 매월당 김시습(金時習, 1435～1493)이 간략하게 풀이한 책이다.
불교 경전과 선어록을 바탕으로 김시습의 선사상을 드러낸 저술로 고려 말 이후의 불교 사상과 조선 전기의 인쇄문화를 이해할 수 있는 귀중한 자료이다.

## 갤러리

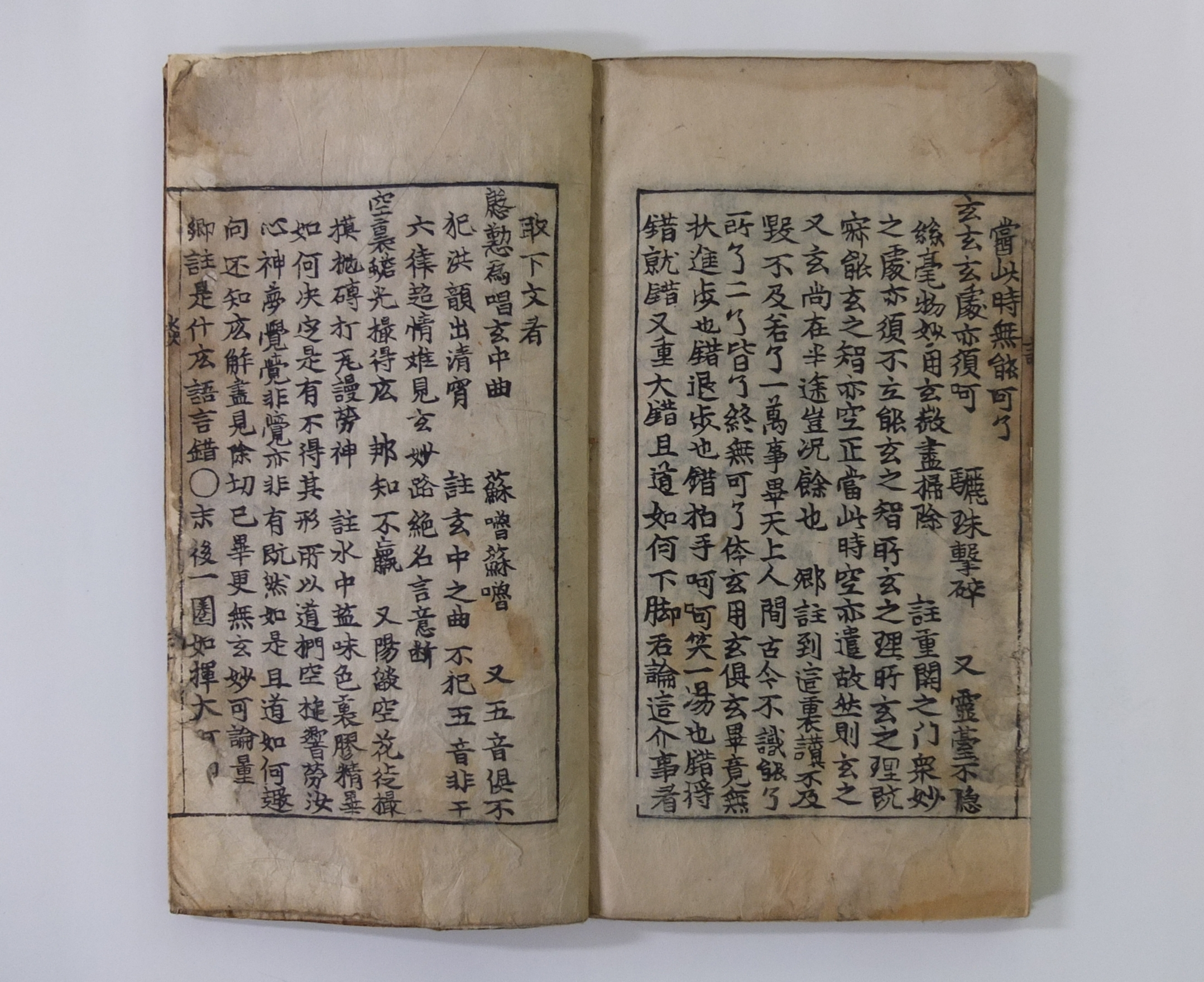
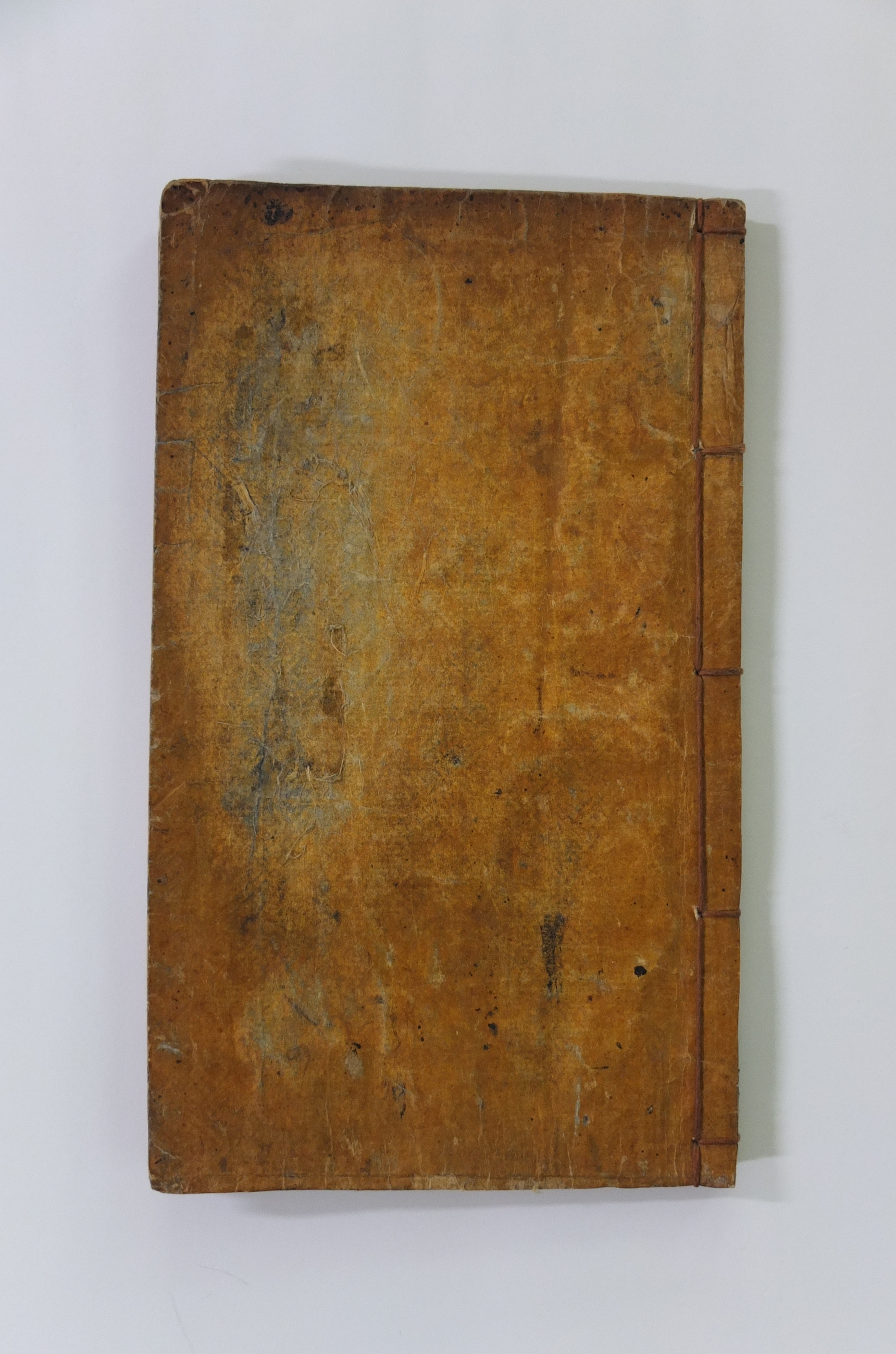

## 같이 보기
- 김시습

## 참고 자료
- 십현담요해 - 국가유산청 국가유산포털